# Александрія (губернаторство)
Александрі́я (Ель-Іскандарія, араб. الإسكندرية) — губернаторство (мухафаза) в Арабській Республіці Єгипет.
Адміністративний центр — місто Александрія.
Розташоване на півночі країни, на узбережжі Середземного моря, на захід від губернаторства Бухейра і на схід від губернаторства Матрух. 
Населення — 4 187 509 осіб (2008; 4 123 869 в 2006).

## Найбільші міста
| № | Місто       | Населення, осіб (2006) |
| - | ----------- | ---------------------- |
| 1 | Александрія | 4 084 672              |